# ТЕС Герегу
7°28′15.8″ пн. ш. 6°39′39.1″ сх. д. / 7.471056° пн. ш. 6.660861° сх. д.
ТЕС Герегу (Geregu) — теплова електростанція в Нігерії у центрально-південному штаті Когі.
ТЕС спорудили на правобережжі Нігеру поблизу міста Аджаокута (відоме своїм недобудованим металургійним комбінатом), за три десятки кілометрів на південь від столиці штату міста Локоджа. Газотурбінну станцію, введену в експлуатацію у 2007 році, обладнали трьома турбінами компанії Siemens типу V94.2 одиничною потужністю 138 МВт.
В 2013 році ТЕС продали нафтовій компанії Forte Oil та китайській Shanghai Municipal Electric Power Company (SMEPC), які за два роки не лише відновили первісну потужність станції (поганий технічний стан обладнання нерідко значно зменшує можливості нігерійських об'єктів електроенергетики), але й збільшили її до 435 МВт.